# K.C. Martel
K.C. Martel es un ex actor canadiendse nacido el 14 de septiembre de 1967 en Ottawa, Ontario.
Entre sus actuaciones se destaca la que hizo en Los problemas crecen como Eddie (amigo de Mike). Y Greg (amigo de Michael) en E.T.: The Extra-Terrestrial.
Después de eso apareció muy poco en la televisión.

## Filmografía
- White Water Summer (1987)
- Growing Pains (1985) (serie de TV)
- E.T.: The Extra-Terrestrial (1982)
- The Munsters' Revenge (1981)
- You Can't Do That on Television (1979) (serie de TV)
- The Amityville Horror (1979)